# Stade INJS
Pour les articles homonymes, voir INJS.
Le stade INJS est le stade de football de l'Institut National de la Jeunesse et des Sports d'Abidjan. Il se situe à Marcory dans la ville d'Abidjan. 
Il sert de lieu d'entraînement pour les équipes de football abidjanaises et les autres clubs africains lors de leur déplacement à Abidjan dans le cadre de tournois continentaux.